# Mostgasse (Weimar)

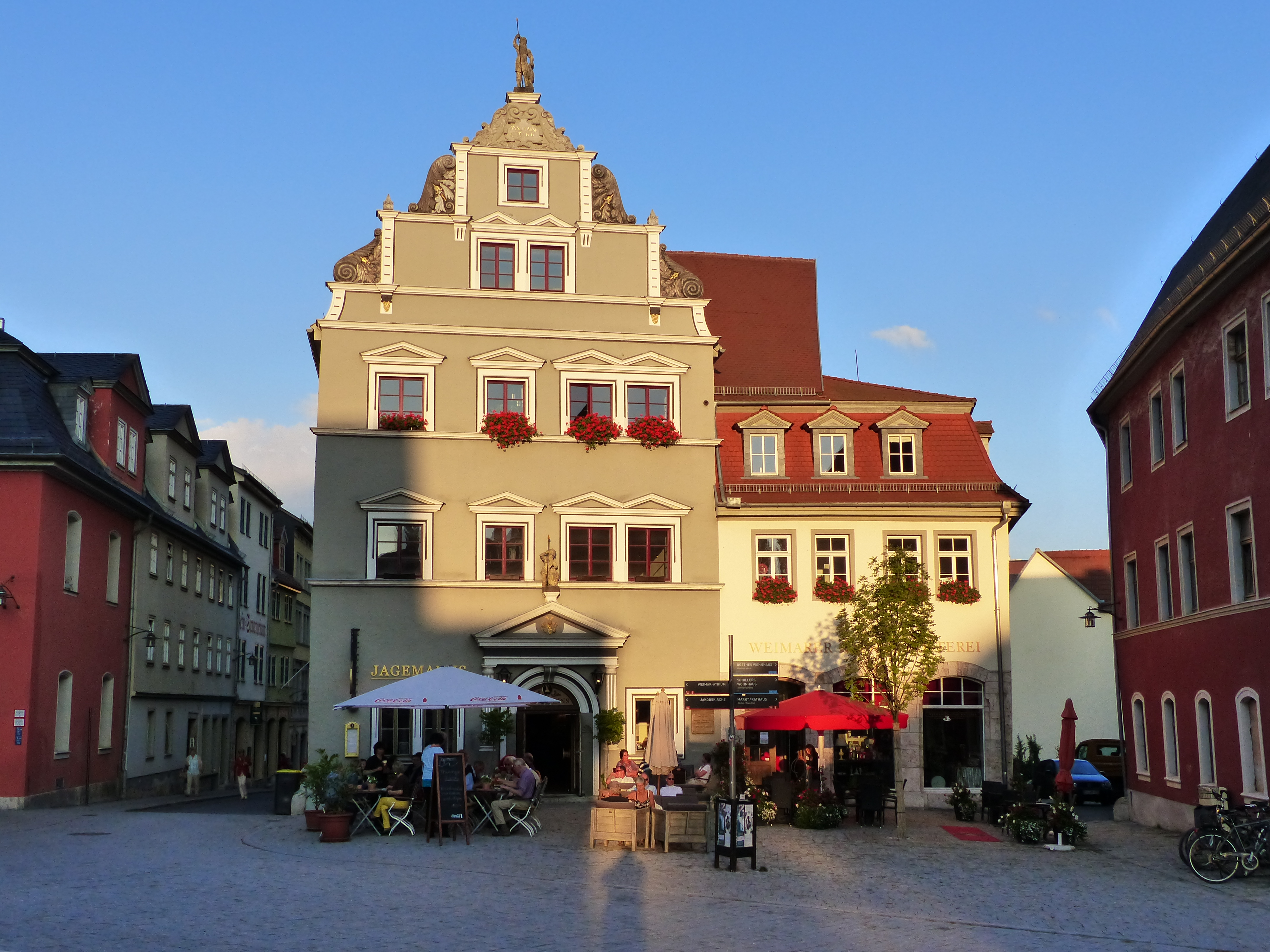
Deutschritterhaus und Kaffeerösterei, rechts Eingang zur Mostgasse

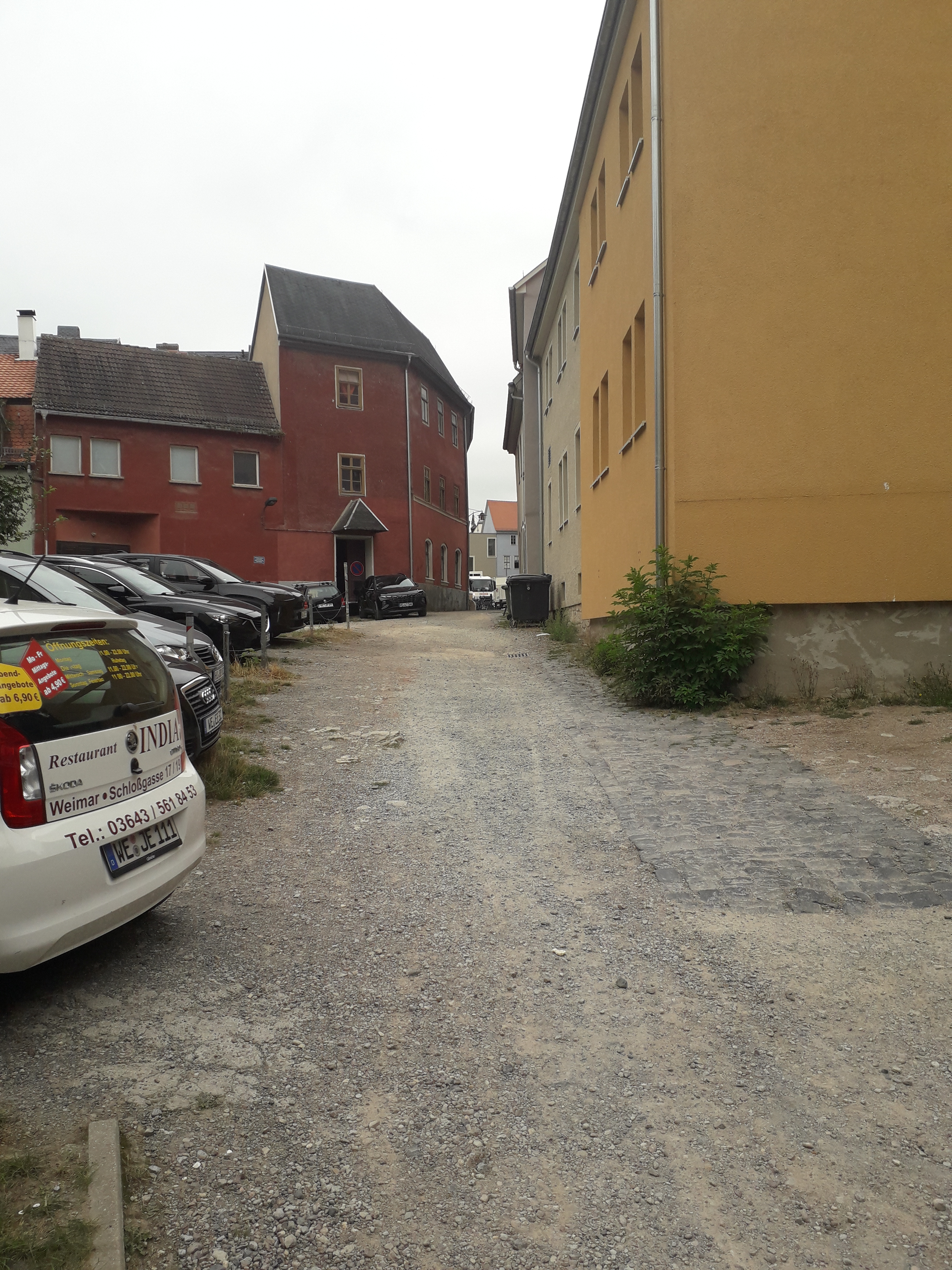
Ecke Mostgasse/Hinter der Badestube

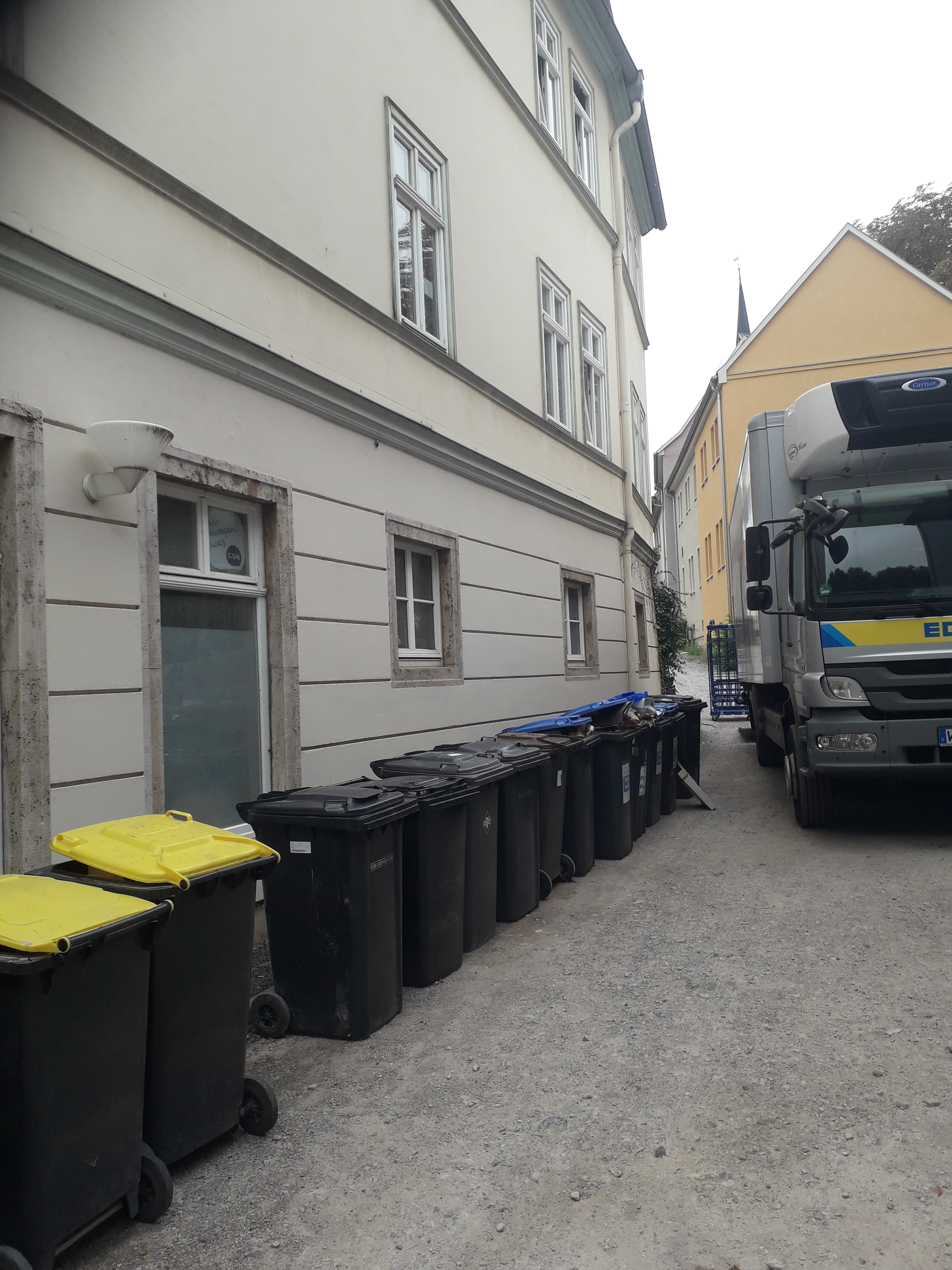
Ecke Burgplatz/Mostgasse

Die Mostgasse in Weimar ist eine vom Burgplatz wegführende Gasse. Die Mostgasse endet am Herderplatz bzw. der Kaufstraße. Sie liegt  also in der Weimarer Altstadt. Sie ist eine reine Fußgängerstraße bzw. Spielstraße.
Der Name Mostgasse hat eine spezielle Vorgeschichte. Drei Gassen in Weimar gibt es, deren Namen auf Betreiben der Bürger geändert wurden. Die "Totengasse" wurde in Große Kirchgasse und Kirchgasse geändert bzw. die Haderngasse, die auch einmal Kirchhofsgasse hieß, in Friedensgasse. Die Mostgasse schließlich hatte einst „Mistgasse“ geheißen. Das rührte von den Stallungen des herzoglichen Vorwerks her, wovon noch der Name der vom Burgplatz abgehenden Vorwerksgasse kündet. Carl August ließ nur den ersten Vokal ändern. Das geschah 1810 auf Betreiben von Caroline von Heygendorf. Die Mostgasse  gehörte auch einst zum herzoglichen Vorwerk. An der Mündung zum Herderplatz befindet sich ein Café mit einer Kaffeerösterei in der Mostgasse 1. Daneben wiederum steht das Deutschritterhaus an der Ecke zur Vorwerksgasse, die dem Namen nach eben an das Vorwerk erinnert.
Die Mostgasse steht auf der Liste der Kulturdenkmale in Weimar (Sachgesamtheiten und Ensembles). Außerdem steht das Deutschritterhaus einschließlich Hof und Nebengebäuden, die auch die Mostgasse betreffen, auf der Liste der Kulturdenkmale in Weimar (Einzeldenkmale). Das trifft auch auf die Mostgasse 1 zu.